# .top
.top域名是由江苏邦宁科技有限公司运营管理的新通用顶级域名（New gTLD），于2014年11月18日开放注册，并于2015年4月14日获得中华人民共和国工业和信息化部的批复，允许在中国合法使用。“top”在英语中意为“顶端、顶级”，具有积极向上的寓意，适用于强调卓越性或排名的领域。.top域名因其简洁易记、寓意深刻以及较低的注册成本，受到中小企业和个人用户的青睐，常用于企业品牌网站、电商平台和个人展示等场景。截至2016年11月，.top域名注册量已突破400万。

## 历史

### 开放注册
2011年6月20日，ICANN宣布新通用顶级域名申请计划将于2012年开放。2012年4月11日，邦宁集团下属的江苏邦宁科技有限公司，正式向ICANN递交了申请，并于次年3月份通过ICANN的初步评估。2014年3月20日，ICANN与邦宁科技正式签订合同，获得.top域名的运营权。2014年8月5日，.top被写入ICANN新通用顶级域名的根区域。
2014年9月15日，.top域名进入公示期，30天后进入日升期；11月18日正式开放登记注册，首日注册量破万。2015年4月14日，.top域名获得中华人民共和国工业和信息化部批复，象征着.top域名在中国大陆获得了合法地位，可以正常使用。2016年12月15日0点起，在中国大陆的域名注册商注册的.top域名，注册成功后5天内必须完成命名审核和实名认证审核，否则域名会处于Serverhold状态。
2016年3月26日，首届.top域名交流论坛在中国江苏省南京市邦宁科技园成功举办，次年4月召开第二届；2016年5月26日，首届.top域名注册商大会在南京成功召开，次年5月召开第二届。

### 里程碑
2015年12月12日，.top域名注册量突破百万。2017年7月27日，.top域名注册量超过.xyz域名，跃升全球新通用顶级域名首位。据DNPedia统计，截止2018年9月，.top域名的注册量达到322万，在全球域名后缀中排第五。而中华人民共和国互联网协会于2018年1月9日发布的《“网行指数”报告》显示，在中国大陆被注册的所有域名当中，.top域名占比2%，全国第四。

### 获得奖项
2018年8月，中国江苏省政府认定.top域名项目为“2018年江苏省软件企业转型升级计划（“腾云驾数”转型升级计划）优秀融合创新案例”。从2016年开始，.top域名在“GDS全球数字峰会”上，连续三年获得“年度受欢迎 New gTLDs”奖项。2016年6月4日，获得“中国最受欢迎新顶级域”奖项。

## 注册相关

### 注册限制
注册局规定，注册域名不能超过63个ASCII字符；只能由字母a-z（不分大小写），数字0-9以及半角连字符（-）构成；连字符不能放在字符串开头或结尾部分；第三位和第四位不能连续由连字符构成。另外，ICANN要求保留域名、《中国互联网络域名管理办法》规定不允许注册的域名、注册局也会保留域名也不予注册。如果需要注册这些域名，要提起保留域名注册申请。

### 使用终端
2015年8月10日，谷歌重组并成立新母公司Alphabet，启用abc.xyz作为官网域名。随后谷歌又注册了alphabet.top等top域名作为品牌保护。2017年4月，南京地铁发布4号线全新标识和创意IP“阿紫”。新顶级域名azi.top和阿紫的品牌广告一起，同步在南京地铁投放，受到人们广泛关注。另外，众多区块链平台使用.top域名搭建网站。

## 评价

### 正面评价
有媒体认为，比起已经开发殆尽的.com域名，.top域名因为开放较晚，拥有大量未注册的域名，开发价值较高。而“top”一词在生活中比较常用，辨识度较高。

### 负面评价
有米农不看好.top域名，原因如下：.top域名管理局保留域名太多，导致米农们很难买卖域名来达到获利；部分知名的域名交易站都没有申请.top驻入（这一情况已有改善，截止2024年7月大部分注册商都已申请驻入，部分注册商通过万网代注册。）